# رئوس مطالب واشینگتن (ایالت)
|                     |  |                          |
| پرچم ایالت واشینگتن |  | نشان رسمی ایالت واشینگتن |

The location of the state of Washington in the ایالات متحده آمریکا

نوشتار زیر نگاهی کلی به ایالت واشینگتن می‌باشد.
واشینگتن ایالتی در شمال غرب ایالات متحده می‌باشد که پس از جورج واشینگتن نخستین رئیس جمهور این ایالت بدین نام درآمد. واشینگتن در ۱۸۴۶ از سرزمین اورگان تحت استعمار بریتانیا تأسیس شد.